# 臺北市政府警察局
臺北市政府警察局（簡稱臺北市警察局、臺北市警局、北市警局）為臺北市最高警察行政機關，隸屬內政部警政署及臺北市政府。1945年由臺北南警察署與臺北北警察署改制合併成立，並於1967年升格院轄市警察局。負責臺北市內治安之維護及警察人員之行政、人事、教育、訓練等事務。
局長承市長之命綜理局務，並兼受內政部警政署署長之指揮監督。下轄有中正第一、中正第二、文山第一、文山第二、大同、中山、萬華、大安、信義、松山、內湖、南港、士林、北投等14個分局與90間派出所，並設外勤單位保安警察、刑事警察、交通警察3大隊與少年警察、婦幼警察、捷運警察、通信隊4隊，另以任務編組成立少年輔導委員會。

## 組織編制

### 局本部[2]
- 局長（1人，警監）
  - 副局長（3人，警監）
  - 主任秘書（1人，警監）
  - 督察長（1人，警監）
  - 警政監（23人，警監）
  - 科長（9人，由警政監兼任）
  - 主任（8人，由警政監兼任）
  - 督察（16人，警監）
    - 秘書（3人，警正）
    - 技正（6人，薦任第八職等至第九職等）
    - 專員（17人，警正）
    - 股長（44人，警正）
    - 督察員（14人，警正）
    - 警務正（97人，警正）
    - 警務員（9人，警正）
    - 技士（14人，委任第五職等或薦任第六職等至第七職等）
    - 管制員（4人，委任第五職等或薦任第六職等至第七職等）
    - 警報臺長（8人，委任第五職等或薦任第六職等至第七職等）
    - 巡官（42人，警佐或警正）
      - 技佐（14人，委任第四職等至第五職等）（內7人得列薦任第六職等）
      - 巡佐（15人，警佐或警正）
      - 警務佐（19人，警佐或警正）
      - 警員（47人，警佐）
      - 辦事員（32人，委任第三職等至第五職等）
      - 線務員（5人，委任第三職等至第五職等）
      - 警報員（16人，委任第一職等至第三職等）
      - 書記（79人，委任第一職等至第三職等）

#### 會計室
- 會計主任（1人，薦任第九職等）
  - 專員（1人，薦任第八職等至第九職等）
  - 股長（3人，薦任第八職等）
  - 帳務檢查員（1人，薦任第七職等至第八職等）
  - 科員（12人，委任第五職等或薦任第六職等至第七職等）
    - 辦事員（1人，委任第三職等至第五職等）
    - 書記（2人，委任第一職等至第三職等）

#### 統計室
- 統計主任（1人，薦任第九職等）
  - 科員（3人，委任第五職等或薦任第六職等至第七職等）
    - 辦事員（1人，委任第三職等至第五職等）

#### 人事室
- 主任（1人，薦任第九職等）
  - 專員（1人，薦任第八職等至第九職等）
  - 股長（4人，薦任第八職等）
  - 科員（14人，委任第五職等或薦任第六職等至第七職等）

#### 政風室
- 主任（1人，薦任第九職等）
  - 專員（2人，薦任第八職等至第九職等）
  - 股長（3人，薦任第八職等）
  - 科員（16人，委任第五職等或薦任第六職等至第七職等）
    - 書記（1人，委任第一職等至第三職等）

#### 內勤單位

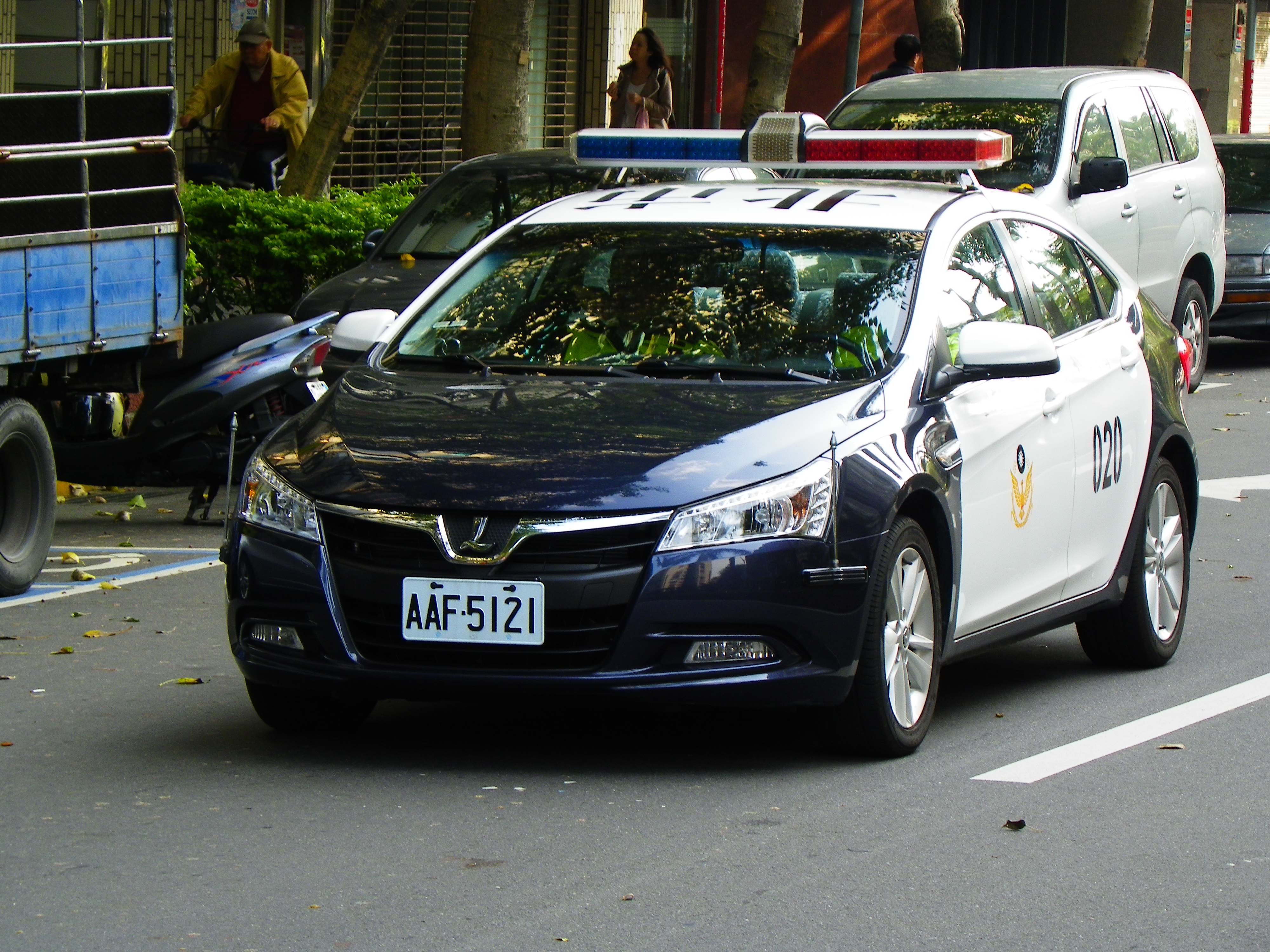
臺北市政府警察局警備車

- 行政科：勤務規劃、派出所設置、警力配備、警察服制、警械管制、設備標準、警察勤務、勤前教育、特殊任務警力、取締電子遊戲場渉嫌賭博工作、正俗業務、職務協助及其他有關行政警察業務等事項。
- 保安科：保安警備措施規劃與督導、選舉與慶典治安維護、集會遊行、秩序維護、義勇警察組訓與運用、戰時警務工作、恐怖活動防處、協助軍事動員及其他有關保安等事項。
- 訓練科：警察教育訓練進修、警察學術倡導、員警心理諮商輔導工作之策劃、執行與評核等事項。
- 外事科：外國人、大陸地區人民、港澳居民與臺灣地區無戶籍國民非法活動之調查處理、國（外）賓安全維護、涉外治安案件處理、涉外治安情報之蒐集、調查與處理、警察刑事紀錄證明核發、兩岸交流涉及警察事務之綜合事項及其他有關外事警察等事項。
- 後勤科：財產管理、廳舍營繕、警察裝備保養供應及其他有關後勤等事項。
- 保防科：所屬警察機關之機關內部保防、社會保防、偵防危害國家安全案件、社會治安調查、安全資料查詢、支援機場、港口遭受劫持、破壞事件應變處理與演習及其他有關保防等事項。
- 防治科：勤區查察、社區治安之規劃推行、失蹤人口查尋、民防組訓、民防團隊督導及其他有關戶口、防治等事項。
- 犯罪預防科：犯罪預防宣導、社區警政與自衛體系之規劃及執行成效之考核等事項。
- 勤務指揮中心：警察勤務之指揮、調度管制、協調聯繫與最新治安狀況之控制、一一Ｏ報案管理與資訊業務處理及其他有關勤務指揮等事項。
- 刑事鑑識中心：刑案現場勘察、證物督導管控、證物檢驗、鑑定、防爆處理、現場勘察與鑑識技術研究發展、教育訓練及其他有關刑事鑑識等事項。
- 民防管制中心：防情業（勤）務規劃、執行、演（訓）練與防情通訊設備、遙控警報系統管理、民防防護及協助災害防救等事項。
- 督察室：負責員警申訴、考核、輔導、違法違紀查處、因公傷殘慰問、改善員警服務態度、內部管理業務、各種勤務、特種勤務與首長警衛之督導及其他有關督察等事項。
- 公共關係室：新聞發布、大眾傳播媒體與民意機關、公眾社團之聯繫、新聞資料蒐集處理、警政措施宣導、為民服務及其他有關連絡等事項。
- 秘書室：文書、檔案、出納之管理與研考等業務事項。
- 資訊室：警政資訊系統規劃與發展、電腦軟硬體設施操作、管理與維護、資訊教育訓練與諮詢服務及其他資訊處理等事項。
- 法規室：警政法律之研究、審查、整理、編纂、諮詢、宣導、講習、國家賠償事件及其他有關法制等事項。
- 會計室：依法辦理歲計及會計事項。
- 統計室：依法辦理統計事項。
- 人事室：依法辦理人事管理事項。
- 政風室：依法辦理政風事項。

#### 直屬（大）隊

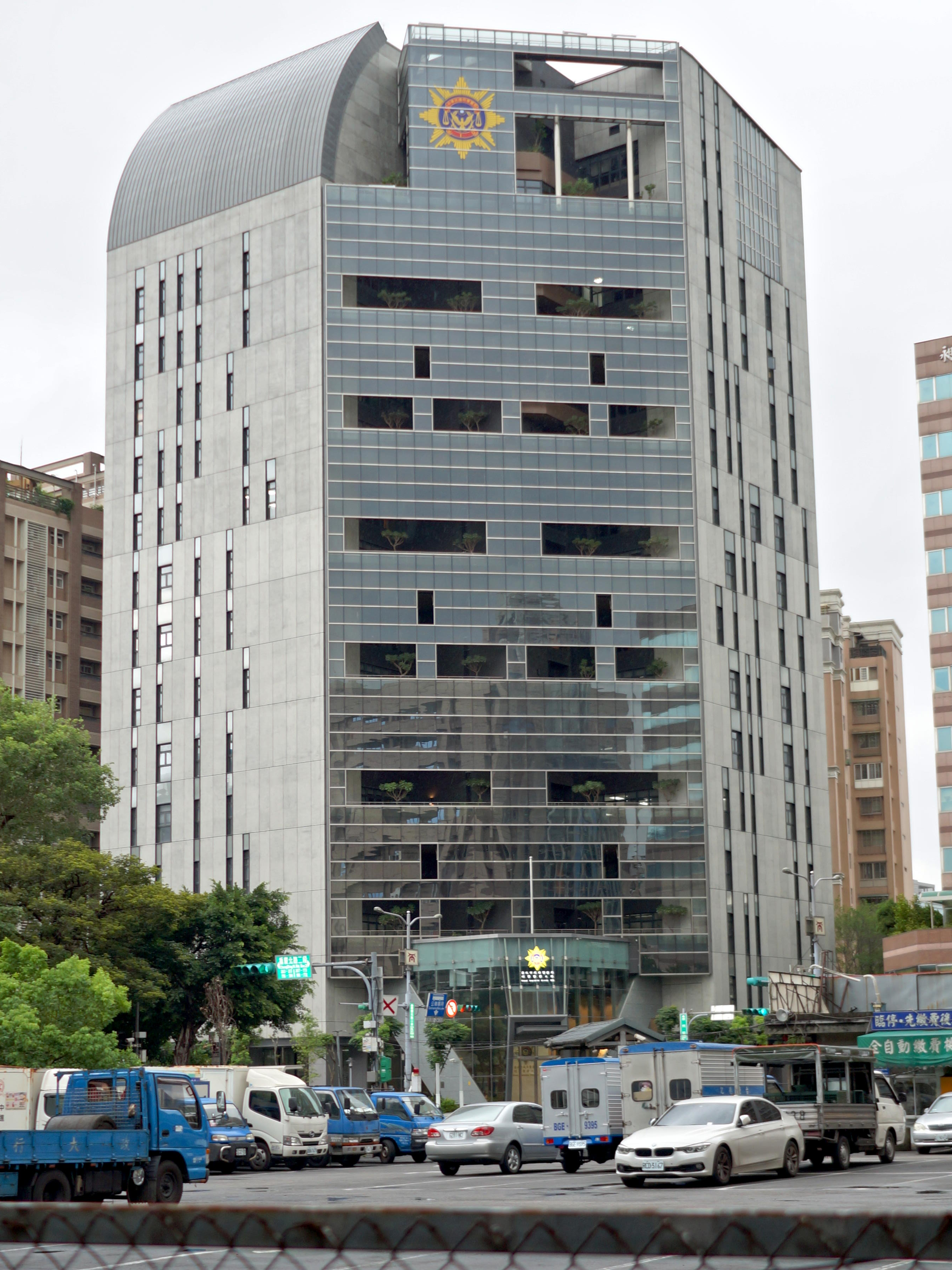
刑事警察大隊辦公大樓

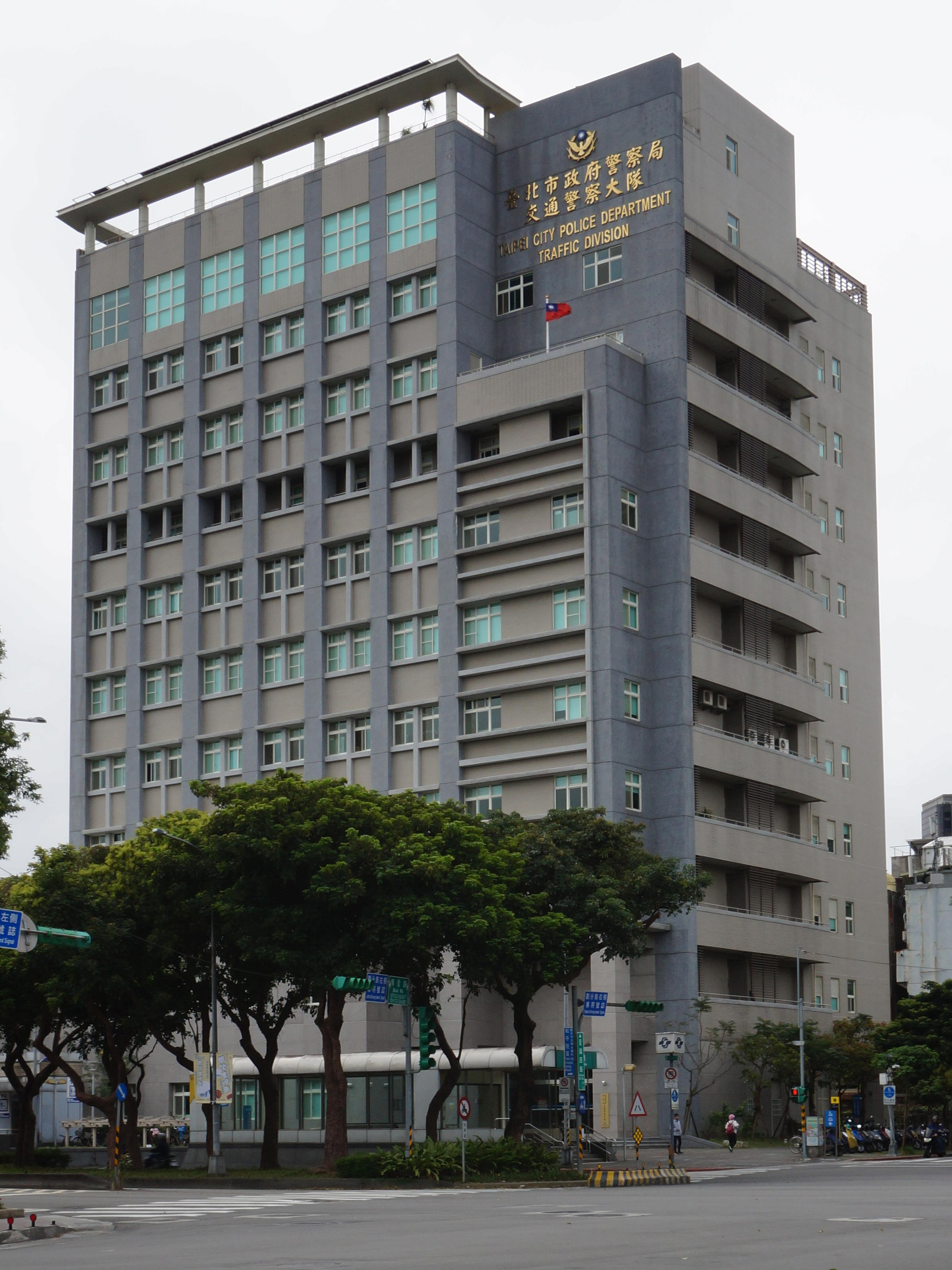
交通警察大隊辦公大樓

### 外勤單位

#### 刑事警察大隊[5]
- 大隊長（1人，警正或警監）
  - 副大隊長（2人，警正）
  - 隊長（8人，警正）
  - 組長（8人，警正）
  - 主任（2人，警正）
  - 專員（4人，警正）
  - 技正（1人，薦任第七職等至第八職等）
  - 副隊長（8人，由警正警務員兼任）
  - 中隊長（1人，警正）
  - 督查員（2人，警佐或警正）
  - 副中隊長（1人，警佐或警正）
  - 組員（149人，警佐或警正）
  - 分隊長（34人，警佐或警正）
  - 偵查員（31人，警佐或警正）
  - 調查員（5人，警佐或警正）
  - 技士（2人，委任第五職等或薦任第六職等至第七職等）
    - 警務佐（4人，警佐或警正）
    - 小隊長（205人，警佐或警正）
    - 偵查佐（572人，警佐或警正）
    - 技佐（3人，委任第四職等至第五職等）（內1人得列薦任第六職等）
    - 警員（101人，警佐）
    - 辦事員（9人，委任第一職等至第三職等）
    - 書記（16人，委任第一職等至第三職等）

##### 會計室
- 會計主任（1人，薦任第七職等至第八職等）
  - 佐理員（3人，委任第四職等至第五職等）（內1人得列薦任第六職等）

##### 人事室
- 主任（1人，薦任第七職等至第八職等）
  - 助理員（3人，委任第四職等至第五職等）（內1人得列薦任第六職等）

#### 保安警察大隊
- 大隊長（1人，警正或警監）
  - 副大隊長（1人，警正）
  - 組長（4人，警正）
  - 主任（2人，警正）
  - 中隊長（6人，警正）
  - 督查員（4人，警佐或警正）
  - 副中隊長（6人，警佐或警正）
  - 警務員（5人，警佐或警正）
  - 分隊長（18人，警佐或警正）
    - 警務佐（4人，警佐或警正）
    - 小隊長（87人，警佐或警正）
    - 警員（522人，警佐）
    - 辦事員（4人，委任第一職等至第三職等）
    - 書記（5人，委任第一職等至第三職等）

##### 會計室
- 主任（1人，薦任第七職等至第八職等）
  - 佐理員（2人，委任第四職等至第五職等）（內1人得列薦任第六職等）

##### 人事室
- 主任（1人，薦任第七職等至第八職等）
  - 助理員（2人，委任第四職等至第五職等）（內1人得列薦任第六職等）

#### 交通警察大隊
- 大隊長（1人，警正或警監）
  - 副大隊長（2人，警正）
  - 組長（6人，警正）
  - 主任（2人，警正）
  - 中隊長（6人，警正）
  - 督查員（4人，警佐或警正）
  - 警務員（25人，警佐或警正）
  - 分隊長（18人，警佐或警正）
    - 警務佐（5人，警佐或警正）
    - 小隊長（146人，警佐或警正）
    - 警員（863人，警佐）
    - 辦事員（4人，委任第一職等至第三職等）
    - 書記（5人，委任第一職等至第三職等）

##### 會計室
- 會計主任（1人，薦任第七職等至第八職等）
  - 佐理員（2人，委任第四職等至第五職等）（內1人得列薦任第六職等）

##### 人事室
- 主任（1人，薦任第七職等至第八職等）
  - 助理員（2人，委任第四職等至第五職等）（內1人得列薦任第六職等）

#### 少年警察隊
- 隊長（1人，警正）
  - 副隊長（1人，警正）
  - 組長（3人，警正）
  - 督查員（1人，警佐或警正）
  - 警務員（8人，警佐或警正）
  - 分隊長（1人，警佐或警正）
  - 會計員（1人，委任第五職等或薦任第六職等至第七職等）
  - 人事管理員（1人，委任第五職等或薦任第六職等至第七職等）
    - 警務佐（1人，警佐或警正）
    - 小隊長（16人，警佐或警正）
    - 偵查佐（53人，警佐或警正）
    - 辦事員（2人，委任第一職等至第三職等）
    - 書記（1人，委任第一職等至第三職等）

#### 婦幼警察隊
- 隊長（1人，警正）
  - 副隊長（1人，警正）
  - 組長（2人，警正）
  - 督查員（1人，警佐或警正）
  - 警務員（4人，警佐或警正）
  - 分隊長（2人，警佐或警正）
  - 會計員（1人，委任第五職等或薦任第六職等至第七職等）
  - 人事管理員（1人，委任第五職等或薦任第六職等至第七職等）
    - 小隊長（10人，警佐或警正）
    - 偵查佐（12人，警佐或警正）
    - 警員（49人，警佐）
    - 辦事員（1人，委任第一職等至第三職等）
    - 書記（2人，委任第一職等至第三職等）

#### 捷運警察隊
- 隊長（1人，警正）
  - 副隊長（1人，警正）
  - 組長（3人，警正）
  - 督查員（1人，警佐或警正）
  - 警務員（5人，警佐或警正）
  - 分隊長（4人，警佐或警正）
    - 警務佐（2人，警佐或警正）
    - 小隊長（23人，警佐或警正）
    - 巡佐（16人，警佐或警正）
    - 偵查佐（12人，警佐或警正）
    - 警員（215人，警佐）
    - 辦事員（2人，委任第一職等至第三職等）
    - 書記（1人，委任第一職等至第三職等）

##### 會計室
- 主任（1人，薦任第七職等至第八職等）
  - 佐理員（1人，委任第四職等至第五職等）

##### 人事室
- 主任（1人，薦任第七職等至第八職等）
  - 助理員（1人，委任第四職等至第五職等）（內1人得列薦任第六職等）

#### 通信隊
- 隊長（1人，警正或薦任第七職等至第九職等）
  - 副隊長（1人，警正）
  - 組長（4人，警正或薦任第七職等）
  - 技士（23人，委任第五職等或薦任第六職等至第七職等）
  - 會計員（1人，委任第五職等或薦任第六職等至第七職等）
  - 人事管理員（1人，委任第五職等或薦任第六職等至第七職等）
    - 中繼台長（4(2)人，委任第四職等至第五職等）（內2人得列薦任第六職等）
    - 技佐（27人，委任第四職等至第五職等）
    - 總機長（1人，委任第三職等至第五職等）
    - 辦事員（4人，委任第三職等至第五職等）
    - 話務員（5人，委任第一職等至第三職等）
    - 書記（1人，委任第一職等至第三職等）

#### 分局
臺北市政府警察局共有14個分局
- 分局長（14人，警正或警監）
  - 副分局長（25人，警正）
    - 組長（84人，警正）
    - 主任（28人，警正）
    - 隊長（28人，警正）
    - 副隊長（28人，警正、警佐或警正）
    - 督查員（14人，警佐或警正）
    - 警務員（218人，警佐或警正）

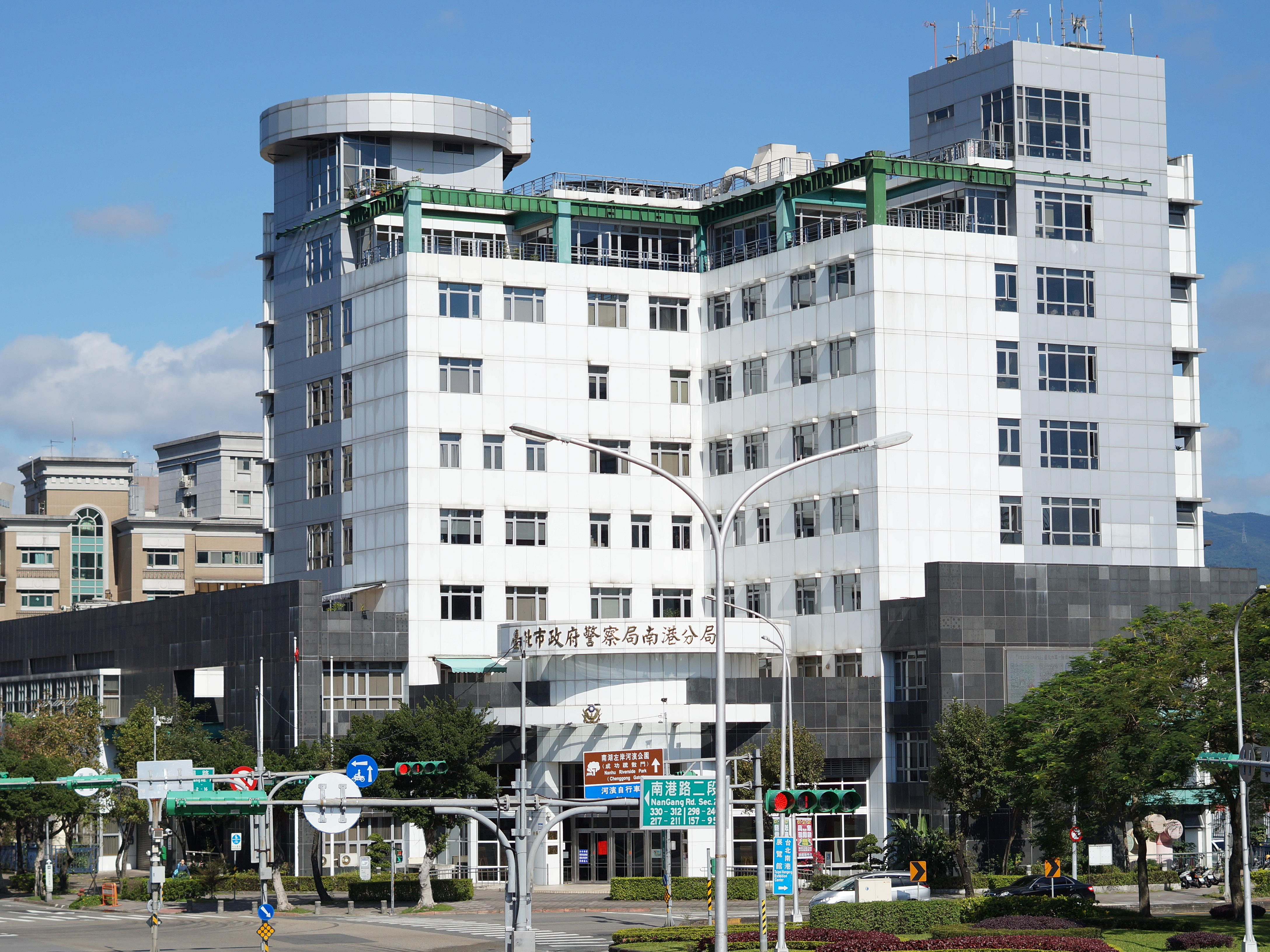
臺北市政府警察局南港分局大樓

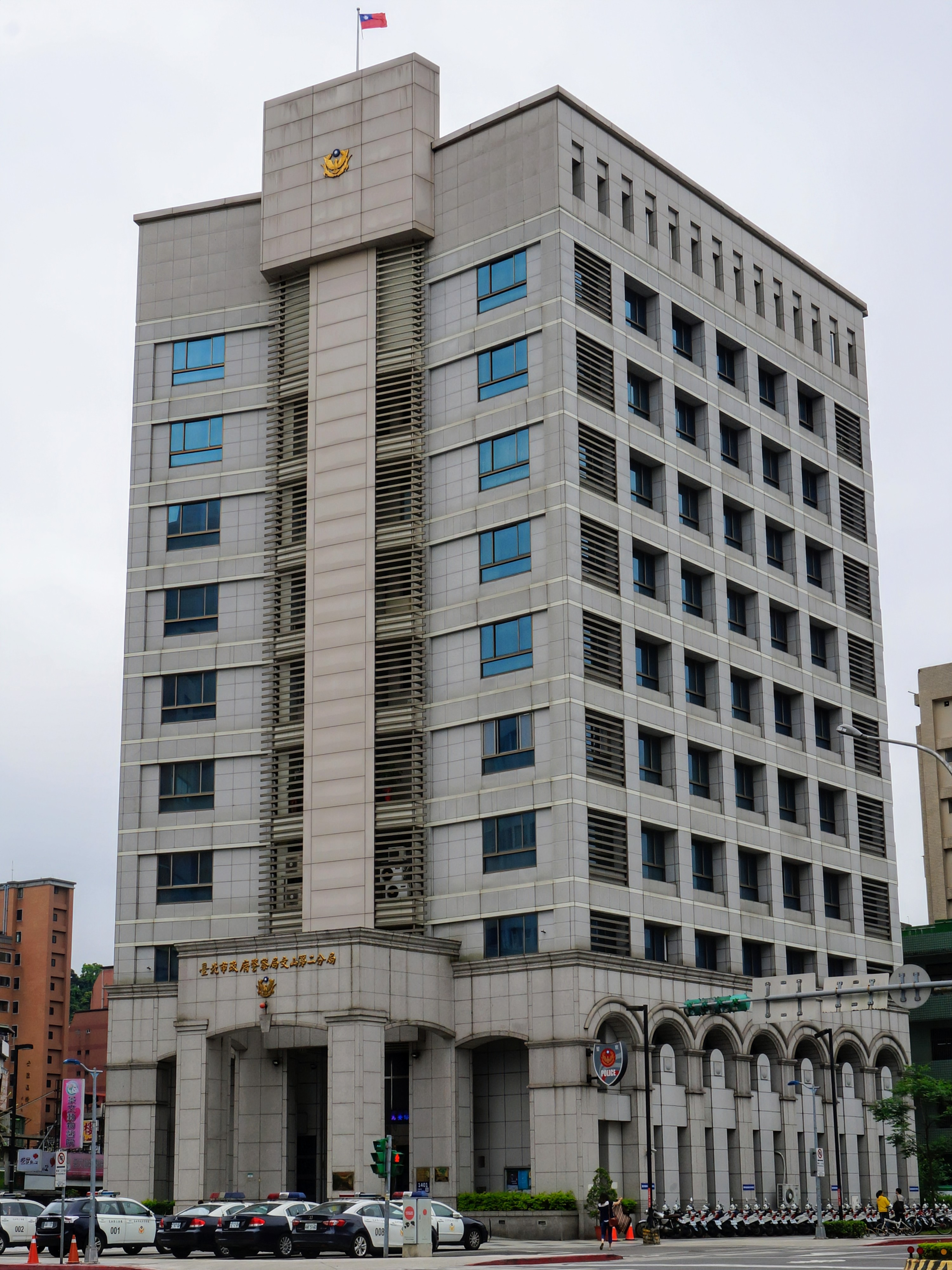
臺北市政府警察局文山第二分局大樓

    - 所長（93人，由警正警務員、警正巡官、警正巡佐兼任）
    - 巡官（244人，警佐或警正）
    - 分隊長（14人，警佐或警正）
    - 副所長（93人，警正巡官、警正巡佐、警正警員兼任）
      - 巡佐（418人，警佐或警正）
      - 小隊長（299人，警佐或警正）
      - 警務佐（100人，警佐或警正）
      - 警員（4,269人，警佐）
      - 辦事員（28人，委任第三職等至第五職等）
      - 書記（63人，委任第一職等至第三職等）

##### 會計室
- 會計主任（14人，薦任第七職等至第八職等）
  - 佐理員（24人，委任第四職等至第五職等）（內12人得列薦任第六職等）

##### 人事室
- 主任（14人，薦任第七職等至第八職等）
  - 助理員（24人，委任第四職等至第五職等）（內12人得列薦任第六職等）

| 分局名稱     | 轄區       | 地址                     | 創立時間 | 分駐（派出所）                                                 | 網址                                        |
| ------------ | ---------- | ------------------------ | --- | -------------------------------------------------------------- | ------------------------------------------- |
| 大同分局     | 大同區     | 大同區錦西街200號        | 1920年臺北北警察署 1945年11月4日第一分局 1968年7月1日大同分局 1985年3月16日寧夏分局 1990年3月12日大同分局                                     | 寧夏、延平、建成、民族、民生、重慶                             | tt.police.gov.taipei （页面存档备份，存于） |
| 萬華分局     | 萬華區     | 萬華區桂林路135號        | 1920年臺北南警察署 1945年11月5日第二分局 1946年5月25日遷艋舺（舊址改設總局） 1968年7月1日龍山分局 1985年3月16日桂林分局 1990年3月12日萬華分局 | 康定、東園、西園、大理、華江、莒光、青年、龍山、西門町         | wh.police.gov.taipei （页面存档备份，存于） |
| 中山分局     | 中山區     | 中山區中山北路二段1號    | 1946年第三分局 1968年7月1日中山分局 | 中山一、中山二、圓山、大直、建國、民權、長安、長春             | cs.police.gov.taipei （页面存档备份，存于） |
| 大安分局     | 大安區     | 大安區仁愛路3段2號       | 1946年5月25日第四分局 1968年7月1日大安分局 | 和平、安和、敦化、新生、瑞安、臥龍、羅斯福                     | ta.police.gov.taipei （页面存档备份，存于） |
| 松山分局     | 松山區     | 松山區南京東路四段12號   | 1950年第六分局 1968年7月1日松山分局 1985年3月16日松北分局 1990年3月12日松山分局                                                               | 三民、中崙、東社、松山、民有                                   | ss.police.gov.taipei （页面存档备份，存于） |
| 中正第一分局 | 中正區城中 | 中正區公園路15號         | 1949年4月第五分局 1968年7月1日城中分局 1993年7月1日中正第一分局                                                                               | 仁愛、介壽、博愛、忠孝東、忠孝西                               | c1.police.gov.taipei （页面存档备份，存于） |
| 中正第二分局 | 中正區古亭 | 中正區南海路35號         | 1954年第七分局 1968年7月1日古亭分局 1993年7月1日中正第二分局                                                                                  | 廈門、思源、泉州、南昌、南海                                   | c2.police.gov.taipei （页面存档备份，存于） |
| 文山第一分局 | 文山區木柵 | 文山區木柵路二段202號2樓 | 1968年7月1日木柵分局 1993年7月1日文山第一分局                                                                                                 | 木柵、木新、復興、萬芳、指南                                   | w1.police.gov.taipei （页面存档备份，存于） |
| 文山第二分局 | 文山區景美 | 文山區景中街2號          | 1968年7月1日景美分局 1993年7月1日文山第二分局                                                                                                 | 景美、興隆、萬盛                                               | w2.police.gov.taipei （页面存档备份，存于） |
| 內湖分局     | 內湖區     | 內湖區民權東路六段101號  | 原屬臺北縣警察局汐止分局內湖分駐所轄區；1968年7月1日臺北市政府警察局內湖分局                                                                  | 內湖、潭美、西湖、大湖、文德、東湖、康樂、康寧、港墘           | nh.police.gov.taipei （页面存档备份，存于） |
| 南港分局     | 南港區     | 南港區向陽路150號        | 原屬臺北縣警察局汐止分局南港分駐所轄區；1968年7月1日臺北市政府警察局南港分局                                                                  | 同德、南港、舊莊、玉成                                         | nk.police.gov.taipei （页面存档备份，存于） |
| 信義分局     | 信義區     | 信義區信義路五段17號     | 1985年3月16日松南分局 1990年3月12日信義分局                                                                                                   | 吳興、福德、三張犁、五分埔、六張犁                             | sy.police.gov.taipei （页面存档备份，存于） |
| 士林分局     | 士林區     | 士林區文林路235號        | 1971年陽明山管理局警察總所士林警察所 1974年1月1日臺北市政府警察局士林分局                                                                     | 文林、社子、後港、天母、蘭雅、永福、溪山、翠山、芝山岩、山仔后 | sl.police.gov.taipei （页面存档备份，存于） |
| 北投分局     | 北投區     | 北投區中央北路一段1號    | 1971年陽明山管理局警察總所北投警察所 1974年1月1日臺北市政府警察局北投分局                                                                     | 長安、石牌、永明、光明、大屯、關渡、奇岩、公園、竹子湖         | pt.police.gov.taipei （页面存档备份，存于） |

## 歷任局長

### 省轄市時期
| 任次 | 姓名   | 就任時間   | 卸任時間  | 備註       |
| ---- | ------ | ---------- | --------- | ---------- |
| 1    | 張振漢 | 1945年11月 | 1946年4月 | 省轄市首任 |
| 2    | 陳松堅 | 1947年3月  | 1947年6月 |            |
| 3    | 林士賢 | 1947年3月  | 1947年6月 |            |
| 4    | 李德洋 | 1947年6月  | 1948年6月 |            |
| 5    | 劉堅烈 | 1948年6月  | 1949年5月 |            |
| 6    | 汪 弼  | 1949年5月  | 1949年7月 |            |
| 7    | 陳友欽 | 1949年7月  | 1950年2月 |            |
| 8    | 李德洋 | 1950年2月  | 1953年6月 |            |
| 9    | 楊濟華 | 1953年6月  | 1955年9月 |            |
| 10   | 劉國憲 | 1955年9月  | 1957年6月 |            |
| 11   | 潘敦義 | 1957年6月  | 1961年9月 |            |
| 12   | 張毓中 | 1961年9月  | 1964年7月 |            |
| 13   | 劉樹梓 | 1964年7月  | 1966年5月 |            |
| 14   | 李正漢 | 1966年5月  | 1967年7月 |            |

### 直轄市時期
| 任次 | 姓名   | 肖像 | 就任時間      | 卸任時間      | 備註                                                                    |
| ---- | ------ | ---- | ------------- | ------------- | ----------------------------------------------------------------------- |
| 15   | 黃對墀 |      | 1967年7月1日  | 1968年9月1日  | 原任臺灣省警務處技正兼督察室主任 臺灣省警務處處長兼任                   |
| 16   | 羅揚鞭 |      | 1968年9月1日  | 1972年7月13日 | 原任政工幹部學校校長 臺灣省警務處處長兼任                               |
| 17   | 王魯翹 |      | 1972年7月13日 | 1974年9月2日  | 任內因車禍離世                                                          |
| 18   | 酈俊厚 |      | 1974年9月2日  | 1977年6月13日 | 原任刑事警察局局長（首任局長） 後任臺北市政府參事                       |
| 19   | 胡務熙 |      | 1977年6月13日 | 1982年2月17日 | 浙江江山人                                                              |
| 20   | 顏世錫 |      | 1982年17月    | 1987年5月     | 原任臺灣省警察學校教育長 後任中央警官學校校長                           |
| 21   | 廖兆祥 |      | 1987年5月     | 1991年7月     | 原任高雄市政府警察局局長                                                |
| 22   | 陳學廉 |      | 1991年7月     | 1993年9月     | 原任內政部警政署副署長 屆齡退休                                         |

代表直轄市警局長的警察機關首長旗

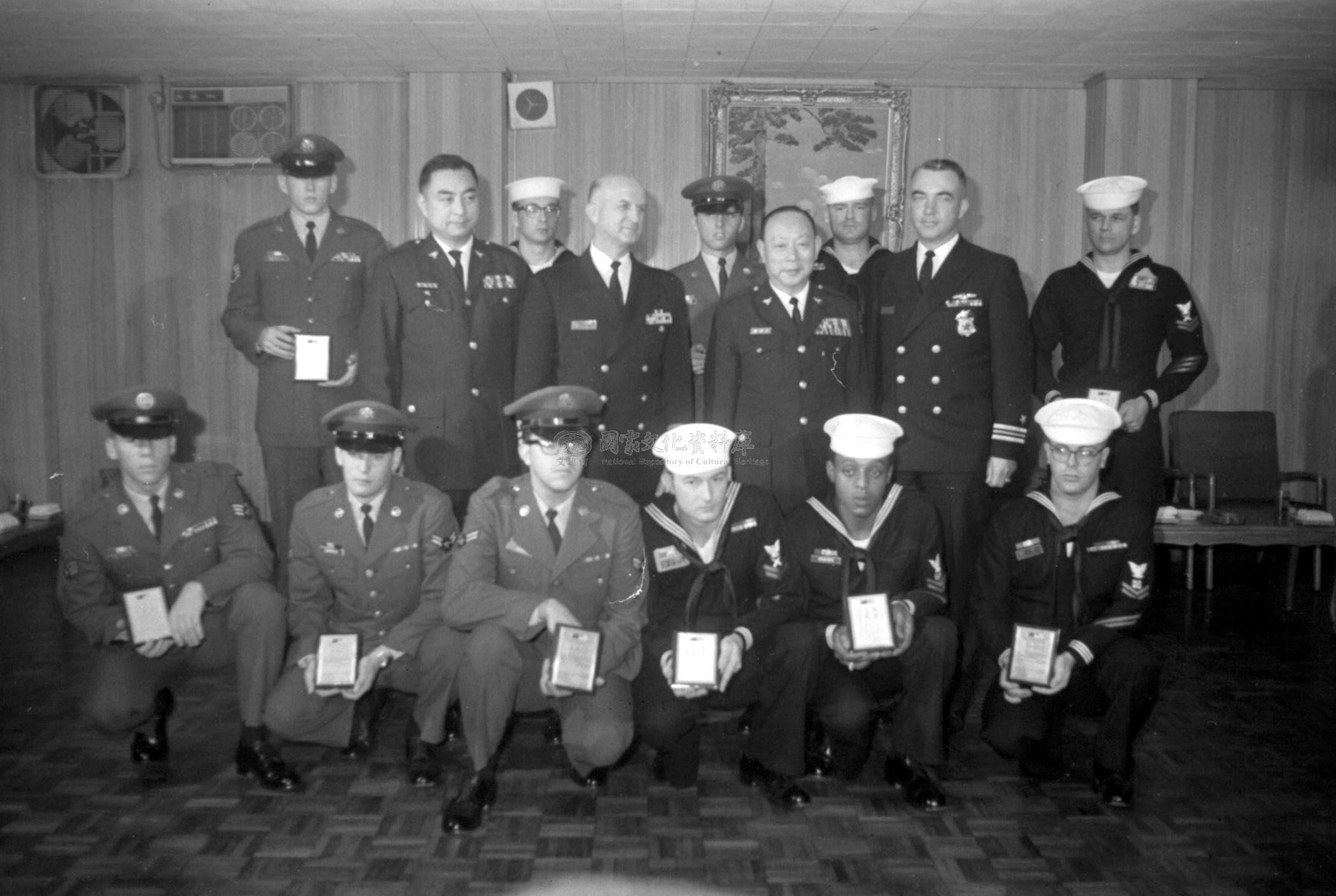
1969年3月6日，台北市政府警察局副局長王魯翹（二排右三），在該局簡報室以義勇可佩銀牌分贈給十一位參與救災的駐台美軍

| 23   | 黃丁燦 |      | 1993年9月     | 1996年6月     | 原任內政部警政署副署長 因任內爆發周人蔘電玩弊案，回任內政部警政署副署長 |
| 24   | 丁原進 |      | 1996年6月26日 | 1997年9月6日  | 原任內政部警政署副署長 後陞任內政部警政署署長                           |
| 25   | 王進旺 |      | 1997年9月6日  | 2000年8月     | 原任內政部警政署主任秘書 後陞任內政部警政署署長                         |
| 26   | 王卓鈞 |      | 2000年8月     | 2008年7月     | 原任臺中市政府警察局局長 後陞任內政部警政署署長                         |
| 27   | 洪勝堃 |      | 2008年7月     | 2009年8月     | 原任內政部警政署副署長 任內提前退休                                     |
| 28   | 謝秀能 |      | 2009年8月     | 2011年2月     | 原任內政部警政署副署長 後任中央警察大學校長、考試院考試委員             |
| 29   | 黃昇勇 |      | 2011年2月     | 2015年1月16日 | 原任內政部警政署副署長 屆齡退休                                         |
| 30   | 邱豐光 |      | 2015年1月16日 | 2017年9月21日 | 原任臺中市政府警察局局長 後陞任內政部警政署副署長、內政部移民署署長     |
| 31   | 陳嘉昌 |      | 2017年9月21日 | 2021年7月15日 | 原任臺中市政府警察局局長 屆齡退休                                       |
| 32   | 楊源明 |      | 2021年7月16日 | 2023年1月15日 | 原任臺中市政府警察局局長 後陞任中央警察大學校長                         |
| 33   | 張榮興 |      | 2023年1月15日 | 2024年5月22日 | 原任內政部警政署督察室主任 後陞任內政部警政署署長                       |
| 34   | 李西河 |      | 2024年6月6日  | 現任          | 原任內政部警政署副署長                                                  |

## 軼事
2014年5月7日民主進步黨籍立法委員段宜康質詢內政部警政署是否已查出324持警棍打人、毆打老師林明慧、醫師王心愷的警員身分。對此，警政署署長王卓鈞表示，媒體拍到以警棍打人的為這些警員都身著深藍色制服，拿黑色警棍，因此應為臺北市政府警察局保安警察大隊特勤中隊。